# I Am... Yours
I Am... Yours è il primo residency show della cantante Beyoncé, tenutosi all'Encore Theatre presso il Wynn Resorts di Las Vegas, in supporto dell'album I Am... Sasha Fierce (2009).
È iniziato il 30 luglio 2009 e si è concluso, dopo solo 4 show, il 2 agosto dello stesso anno. Inizialmente erano previsti anche altri spettacoli in varie parti del mondo, ma furono cancellati.

## Storia
Lo show a Las Vegas venne annunciato insieme con le date del I Am... Tour (2009/2010). Venne annunciato anche che i concerti si sarebbero dovuti svolgere nell'Encore Theatre, in una sala da 1500 posti. Proprio per questo motivo le prime tre date andarono immediatamente sold-out. Il prezzo dei biglietti andava dai 250 ai 1000 dollari. Alcuni critici sostennero che questo residency potesse addirittura fare concorrenza a quello di Céline Dion, ossia A New Day....
Come detto da Beyoncé stessa, lo spettacolo era una versione più intima e semplice del resto dei suoi concerti, con una piccola band e pochi ballerini. La cantante infatti, volle creare qualcosa di diverso dal resto dei residency tipici della città del Nevada, che di solito sono caratterizzati da tanti effetti speciali e imponenti scenografie. Il tutto venne preparato in sette giorni, e così come l'annuncio, anche le prove coincisero con quelle del tour mondiale.

## DVD e messa in onda
La data del 2 agosto venne registrata e distribuita in versione DVD più un CD sotto il nome di I Am... Yours: An Intimate Performance at Wynn Las Vegas. Nel progetto sono presenti lo show completo (tranne la performance di The Beautiful Ones), delle riprese dietro le quinte e un CD audio. 
Questa piccola collezione ebbe un grande successo: debuttò alla posizione numero uno nella classifica Billboard Top Music Video e l'esecuzione di Halo ottenne una nomination alla 53ª cerimonia dei Grammy Awards. Inoltre, ABC Network trasmise, il 26 novembre 2009, uno speciale di un'ora chiamato Beyoncé – I Am... Yours che mostra le prove per lo spettacolo e alcune esibizioni tratte da quest'ultimo. Anche Black Entertainment Television fece una cosa simile, trasmettendo uno speciale sul residency con anche brani non presenti in quello della ABC.

## Scaletta
1. Hello
2. Halo
3. Irreplaceable
4. Sweet Dreams / Dangerously in Love / Sweet Love (cover di Anita Baker)
5. If I Were a Boy / You Oughta Know
6. Scared of Lonely
7. That's Why You're Beautiful / The Beautiful Ones
8. Satellites
9. Resentment
10. Déjà Vu
11. I Wanna Be Where You Are
12. Destiny's Child Medley: No, No, No / No, No, No Part 2 / Bug a Boo / Bills, Bills, Bills / Say My Name / Jumpin', Jumpin' / Independent Women / Bootylicious / Survivor
13. Work It Out
14. '03 Bonnie & Clyde
15. Crazy in Love
16. Naughty Girl
17. Get Me Bodied
18. Single Ladies (Put a Ring on It)

## Date
| Date           | Audience  |
| -------------- | --------- |
| 30 luglio 2009 | 1500/1500 |
| 31 luglio 2009 | 1500/1500 |
| 1º agosto 2009 | 1500/1500 |
| 2 agosto 2009  | 1500/1500 |